# 2010년 센트럴 리그 클라이맥스 시리즈
2010년 센트럴 리그 클라이맥스 시리즈(일본어: 2010年のセントラル・リーグクライマックスシリーズ, 영어: 2010 Central League Climax Series)는 2010년 10월에 개최된 일본 프로 야구 센트럴 리그의 클라이맥스 시리즈 경기이며, 이 경기에서의 경기 결과와 성적에 대해 설명한다.

## 개요
- 정규 리그 2위 팀과 3위 팀은 클라이맥스 시리즈 퍼스트 스테이지를 진행하고, 퍼스트 스테이지 승자는 정규 리그 1위 팀과 파이널 스테이지를 진행하여 일본 시리즈 진출 팀을 가린다. 이 때 정규 리그 1위 팀은 파이널 스테이지 직행 권한은 물론 1승을 추가로 부여받는다.
- 퍼스트 스테이지는 전 경기가 정규 리그 2위팀의 홈구장에서 펼쳐지며, 파이널 스테이지는 전 경기가 정규 리그 1위 팀 홈구장에서 펼쳐진다.
- 2007년 센트럴 리그에 플레이오프 제도가 도입된 이후 처음으로 요미우리 자이언츠와 한신 타이거스의 대결이 퍼스트 스테이지에서 펼쳐졌다.
- 2007년 이후 4년 연속으로 파이널 스테이지에서 주니치 드래건스와 요미우리 자이언츠의 대결이 펼쳐졌다. 이 경기에서 주니치가 승리하면서 2007년 일본 시리즈 우승 이후 3년 만에 일본 시리즈 진출에 성공했다.
- 요미우리 자이언츠는 파이널 스테이지에서 주니치 드래건스에게 1승 4패로 패하면서 3년 연속 일본 시리즈 진출에 실패했다.

## 클라이맥스 시리즈 참가 팀 및 감독
| 팀 순위       | 소속              | 감독              | 정규시즌 성적 |
| ------------- | ----------------- | ----------------- | ------------- |
| 정규 리그 1위 | 주니치 드래건스   | 오치아이 히로미쓰 | 79승 3무 62패 |
| 정규 리그 2위 | 한신 타이거스     | 마유미 아키노부   | 78승 3무 63패 |
| 정규 리그 3위 | 요미우리 자이언츠 | 하라 다쓰노리     | 79승 1무 64패 |

### 대진표
|  | 퍼스트 스테이지(준결승) | 퍼스트 스테이지(준결승) |                                |       | 파이널 스테이지(결승) | 파이널 스테이지(결승) |
|  |                         |                         |                                |       |                       |                       |
|  |                         |                         |                                |       |                       |                       |
|  |                         |                         |                                |       |                       |                       |
|  |                         |                         |                                |       |                       |                       |
|  |                         |                         | (6전 4선승제) 나고야 돔        |       |                       |                       |
|  |                         |                         |                                |       |                       |                       |
|  | 주니치                  | ☆○○●○                   |                                |       |                       |                       |
|  | 주니치                  | ☆○○●○                   | (3전 2선승제) 한신 고시엔 구장 |       |                       |                       |
|  |                         |                         | 요미우리                       | ★●●○● |                       |                       |
|  | 한신                    | ●●                      | 요미우리                       | ★●●○● |                       |                       |
|  | 한신                    | ●●                      |                                |       |                       |                       |
|  | 요미우리                | ○○                      |                                |       |                       |                       |
|  | 요미우리                | ○○                      |                                |       |                       |                       |
|  |                         |                         |                                |       |                       |                       |
|  |                         |                         |                                |       |                       |                       |
|  |                         |                         |                                |       |                       |                       |
|  |                         |                         |                                |       |                       |                       |

- ☆·★ = 파이널 스테이지 어드밴티지 부여에 따라 우선 승패를 나눠 가져감.

## 경기 일정

### 퍼스트 스테이지
- 1차전 : 10월 16일
- 2차전 : 10월 17일

### 파이널 스테이지
- 1차전 : 10월 20일
- 2차전 : 10월 21일
- 3차전 : 10월 22일
- 4차전 : 10월 23일

## 경기 결과

### 퍼스트 스테이지

#### 경기 기록
| 일시                      | 경기  | 원정팀(선공)      | 스코어 | 홈팀(후공)    | 개최 구장        |
| ------------------------- | ----- | ----------------- | ------ | ------------- | ---------------- |
| 10월 16일(토)             | 1차전 | 요미우리 자이언츠 | 3 - 1  | 한신 타이거스 | 한신 고시엔 구장 |
| 10월 17일(일)             | 2차전 | 요미우리 자이언츠 | 7 - 6  | 한신 타이거스 | 한신 고시엔 구장 |
| 승리팀: 요미우리 자이언츠 |       |                   |        |               |                  |

#### 1차전
- 10월 16일 - 한신 고시엔 구장

| 팀 | 1 | 2 | 3 | 4 | 5 | 6 | 7 | 8 | 9 | R | H  | E |
| 요미우리 | 0 | 0 | 2 | 0 | 1 | 0 | 0 | 0 | 0 | 3 | 10 | 0 |
| 한신 | 0 | 1 | 0 | 0 | 0 | 0 | 0 | 0 | 0 | 1 | 5  | 1 |
| 승리 투수: 도노 슌(1-0) 패전 투수: 노미 아쓰시(0-1) 세이브: 야마구치 데쓰야(1S) 홈런: 요미우리 – 사카모토 하야토(3회 1점) 한신 – 크레이그 브라젤(2회 1점) |   |   |   |   |   |   |   |   |   |   |    |   |

#### 2차전
- 10월 17일 - 한신 고시엔 구장

| 팀 | 1 | 2 | 3 | 4 | 5 | 6 | 7 | 8 | 9 | R | H  | E |
| 요미우리 | 0 | 0 | 0 | 0 | 2 | 0 | 3 | 2 | 0 | 7 | 14 | 1 |
| 한신 | 2 | 0 | 1 | 0 | 1 | 2 | 0 | 0 | 0 | 6 | 10 | 2 |
| 승리 투수: 오치 다이스케(1-0) 패전 투수: 후지카와 규지(0-1) 세이브: 야마구치 데쓰야(2S) 홈런: 요미우리 – 다카하시 요시노부(7회 2점) |   |   |   |   |   |   |   |   |   |   |    |   |

### 파이널 스테이지

#### 경기 기록
| 일시                    | 경기       | 원정팀(선공)      | 스코어 | 홈팀(후공)      | 개최 구장 |
| ----------------------- | ---------- | ----------------- | ------ | --------------- | --------- |
| 어드밴티지              | 어드밴티지 | 요미우리 자이언츠 |        | 주니치 드래건스 |           |
| 10월 20일(수)           | 1차전      | 요미우리 자이언츠 | 0 - 5  | 주니치 드래건스 | 나고야 돔 |
| 10월 21일(목)           | 2차전      | 요미우리 자이언츠 | 0 - 2  | 주니치 드래건스 | 나고야 돔 |
| 10월 22일(금)           | 3차전      | 요미우리 자이언츠 | 3 - 2  | 주니치 드래건스 | 나고야 돔 |
| 10월 23일(토)           | 4차전      | 요미우리 자이언츠 | 3 - 4  | 주니치 드래건스 | 나고야 돔 |
| 승리팀: 주니치 드래건스 |            |                   |        |                 |           |

#### 1차전
- 10월 20일 - 나고야 돔

| 팀                                               | 1 | 2 | 3 | 4 | 5 | 6 | 7 | 8 | 9 | R | H  | E |
| 요미우리                                         | 0 | 0 | 0 | 0 | 0 | 0 | 0 | 0 | 0 | 0 | 8  | 0 |
| 주니치                                           | 4 | 0 | 0 | 0 | 0 | 0 | 1 | 0 | X | 5 | 12 | 1 |
| 승리 투수: 천웨이인(1-0) 패전 투수: 도노 슌(0-1) |   |   |   |   |   |   |   |   |   |   |    |   |

#### 2차전
- 10월 21일 - 나고야 돔

| 팀                                                                                    | 1 | 2 | 3 | 4 | 5 | 6 | 7 | 8 | 9 | R | H | E |
| 요미우리                                                                              | 0 | 0 | 0 | 0 | 0 | 0 | 0 | 0 | 0 | 0 | 5 | 0 |
| 주니치                                                                                | 0 | 1 | 1 | 0 | 0 | 0 | 0 | 0 | X | 2 | 6 | 0 |
| 승리 투수: 요시미 가즈키(1-0) 패전 투수: 우쓰미 데쓰야(0-1) 세이브: 아사오 다쿠야(1S) |   |   |   |   |   |   |   |   |   |   |   |   |

#### 3차전
- 10월 22일 - 나고야 돔

| 팀 | 1 | 2 | 3 | 4 | 5 | 6 | 7 | 8 | 9 | R | H | E |
| 요미우리 | 0 | 0 | 0 | 0 | 1 | 1 | 0 | 0 | 1 | 3 | 8 | 0 |
| 주니치 | 0 | 0 | 0 | 0 | 0 | 0 | 0 | 2 | 0 | 2 | 6 | 2 |
| 승리 투수: 오치 다이스케(1-0) 패전 투수: 이와세 히토키(0-1) 세이브: 야마구치 데쓰야(1S) 홈런: 요미우리 – 아베 신노스케(9회 1점) 주니치 – 노모토 게이(8회 2점) |   |   |   |   |   |   |   |   |   |   |   |   |

#### 4차전
- 10월 23일 - 나고야 돔

| 팀                                                      | 1 | 2 | 3 | 4 | 5 | 6 | 7 | 8 | 9  | R | H  | E |
| 요미우리                                                | 0 | 0 | 0 | 0 | 0 | 0 | 0 | 1 | 2  | 3 | 11 | 0 |
| 주니치                                                  | 0 | 0 | 0 | 2 | 0 | 0 | 0 | 1 | 1X | 4 | 8  | 0 |
| 승리 투수: 아사오 다쿠야(1-0) 패전 투수: 구보 유야(0-1) |   |   |   |   |   |   |   |   |    |   |    |   |

## 비고
- 도쿄 돔에서는 이 클라이맥스 시리즈가 도입되고 나서 3년 간 요미우리가 리그 우승을 계기로 파이널 스테이지를 통해서 개최됐지만, 2010년에는 3위로 페넌트레이스를 마감했기 때문에 처음으로 요미우리의 홈구장인 도쿄 돔에서의 개최가 이뤄지지 않았다.
- 한신의 홈구장인 한신 고시엔 구장에서는 클라이맥스 시리즈 도입 이후 처음으로 개최됐다(2008년 퍼스트 스테이지인 주니치전에서는 고시엔 구장이 개·보수 공사를 위해 사용하지 못하는 관계로 교세라 돔 오사카에서 개최됐다).
- 2007년에 클라이맥스 시리즈가 도입되고 나서 2009년까지 3년 간은 모두 제1 스테이지에서 주니치가 승리해 제2 스테이지에서 요미우리와 맞대결을 펼쳤다. 그 때문에 3년 간 열린 센트럴 리그 클라이맥스 시리즈 전체 19경기는 모두 주니치와 관련된 경기였다.
- 퍼스트 스테이지의 1차전과 2차전은 14시에 경기를 시작하면서 센트럴 리그 클라이맥스 시리즈에서는 처음으로 낮 경기로 열렸다.

## 같이 보기
- 2010년 퍼시픽 리그 클라이맥스 시리즈
- 2010년 일본 시리즈